# Levon Aronjan
Levon Aronjan (arménsky Լևոն Արոնյան, *6. září 1982) je arménský šachista. Titul mezinárodního mistra získal v roce 1997, titul šachového velmistra pak v roce 2000. Jeho aktuální FIDE ELO k únoru 2023 činí 2736. V roce 2021 přestoupil do šachové federace Spojených států amerických.